# Raïs M'Bolhi
Adi Raïs Cobos Adrién M'Bolhi Ouhab, noto semplicemente come Raïs M'Bolhi (Parigi, 25 aprile 1986), è un calciatore algerino, portiere dell'ES Mostaganem.

## Biografia
Nasce a Parigi da padre congolese e madre algerina.

## Carriera

### Club
Inizia nelle giovanili del RC Paris e successivamente passa all'Olympique de Marseille, dove a 18 anni viene promosso in prima squadra ma senza riuscire ad esordire.
Nel 2006 passa all'Heart of Midlothian nella finestra invernale e, pur senza esordire, vince la Scottish Cup 2005-2006. A fine stagione lascia il club e firma un contratto con l'Ethnikos Pireo dove disputa 5 partite e poi si trasferisce al Panetolikos dove disputa 8 partite.
Dopo queste due esperienze nel campionato greco viene ceduto al Ryūkyū, dove gioca 22 partite.
Nel 2009 viene acquistato dallo Slavia Sofia e gioca con questa maglia 25 partite subendo 21 gol. Il suo debutto risale al 2 ottobre 2009 nella partita interna contro il Minyor Pernik finita 1-0. Viene anche convocato da Sir Alex Ferguson per cinque giorni di prova dovuti alla ricerca di un sostituto per Edwin van der Sar..
Passa poi in prestito per un anno al CSKA Sofia, dove gioca 9 partite.
Nel triennio successivo per l'algerino è un continuo cambio di squadra: il 16 dicembre 2010 si trasferisce in Russia al Kryl'ja Sovetov Samara, da qui il 2 agosto 2011 fa ritorno al CSKA Sofia in prestito dove diventa titolare, per poi tornare a fine stagione alla squadra russa, che nella finestra invernale del 2013 lo cede in prestito in Francia al Gazèlec Ajaccio, dove viene relegato al ruolo di riserva e non riscattato a fine stagione. Tornato al Krylia, rescinde il contratto e torna per la terza volta al CSKA Sofia, distinguendosi specialmente nel sentitissimo derby contro il Levski Sofia.
Le ottime prestazioni nel Mondiale 2014 fanno sì che il giocatore venga acquistato dai Philadelphia Union, ma un incidente stradale ne rallenta la preparazione e lo costringe alla panchina.
Il 24 agosto 2015 trova un accordo con l'Antalyaspor. Resta nella squadra, come secondo e fornendo discrete prestazioni, fino al 23 gennaio 2017, quando si accasa al Rennes, salvo poi terminare la sua esperienza di comune accordo il 15 novembre 2017, dopo solo una partita.
Il 18 gennaio 2018 firma un contratto triennale con l'Al-Ettifaq. Nella sua prima annata con la squadra gioca nove delle restanti 10 partite, molte delle quali da capitano.

### Nazionale
Vanta 3 presenze con la Nazionale Under-16 e 4 con la Nazionale Under-17.
Viene inserito nella lista provvisoria dei 25 convocati da Rabah Saâdane per Sudafrica 2010.
Il 28 maggio 2010 esordisce con la maglia dell'Algeria nell'amichevole contro la Repubblica d'Irlanda subentrando al collega Fawzi Chaouchi al 68'.
Il 18 giugno successivo, gioca per la prima volta dal primo minuto nella seconda giornata del Mondiale 2010.
Titolare ai Mondiali 2014, dove l'Algeria esce agli ottavi contro la Germania, disputa un'ottima prova in tutte le quattro partite, soprattutto nei suddetti ottavi dove, nonostante realizzi 11 parate e venga nominato "uomo partita", non riesce a evitare l'eliminazione.
il 19 luglio 2019 si laurea campione d'Africa, battendo il finale il Senegal per 1-0. Al termine del torneo viene nominato miglior portiere della competizione.
Viene convocato anche per la Coppa d'Africa 2023, giocata nel gennaio 2024, tuttavia facendo panchina al più giovane Anthony Mandréa.

## Statistiche

### Presenze e reti nei club
Statistiche aggiornate al 18 settembre 2021.
| Stagione                  | Squadra                   | Campionato                | Campionato | Campionato | Coppe nazionali | Coppe nazionali | Coppe nazionali | Coppe continentali | Coppe continentali | Coppe continentali | Altre coppe | Altre coppe | Altre coppe | Totale | Totale |
| Stagione                  | Squadra                   | Comp                      | Pres       | Reti       | Comp            | Pres            | Reti            | Comp               | Pres               | Reti               | Comp        | Pres        | Reti        | Pres   | Reti   |
| ------------------------- | ------------------------- | ------------------------- | ---------- | ---------- | --------------- | --------------- | --------------- | ------------------ | ------------------ | ------------------ | ----------- | ----------- | ----------- | ------ | ------ |
| ago. 2010                 | Slavia Sofia              | A-PFG                     | 1          | -1         | CB              | 0               | 0               | -                  | -                  | -                  | -           | -           | -           | 1      | -1     |
| 2010-gen. 2011            | CSKA Sofia                | A-PFG                     | 9          | -8         | CB              | 0               | 0               | UEL                | 6                  | -10                | -           | -           | -           | 15     | -18    |
| gen.-giu. 2011            | Krylja Sovetov            | PL                        | 17         | -26        | CR              | 0               | 0               | -                  | -                  | -                  | -           | -           | -           | 17     | -26    |
| 2011-2012                 | CSKA Sofia                | A-PFG                     | 28         | -16        | CB              | 2               | -2              | UEL                | 2                  | -3                 | SB          | -           | -           | 32     | -21    |
| 2012-gen. 2013            | Krylja Sovetov            | PL                        | 0          | 0          | CR              | 0               | 0               | -                  | -                  | -                  | -           | -           | -           | 0      | 0      |
| Totale Krylja Sovetov     | Totale Krylja Sovetov     | Totale Krylja Sovetov     | 17         | -26        |                 | 0               | 0               |                    | -                  | -                  |             | -           | -           | 17     | -26    |
| gen.-giu. 2013            | Gazélec Ajaccio           | L2                        | 12         | -19        | CF+CdL          | -               | -               | -                  | -                  | -                  | -           | -           | -           | 12     | -19    |
| 2013-2014                 | CSKA Sofia                | A-PFG                     | 6+11       | -1 + -6    | CB              | 2               | -2              | -                  | -                  | -                  | -           | -           | -           | 19     | -9     |
| Totale CSKA Sofia         | Totale CSKA Sofia         | Totale CSKA Sofia         | 43+11      | -25 + -6   |                 | 4               | -4              |                    | 8                  | -13                |             | -           | -           | 66     | -48    |
| 2014                      | Philadelphia Union        | MLS                       | 4          | -4         | USOC            | 0               | 0               | -                  | -                  | -                  |             | -           | -           | 4      | -4     |
| 2015                      | Philadelphia Union        | MLS                       | 5          | -9         | USOC            | 0               | 0               | -                  | -                  | -                  |             | -           | -           | 5      | -9     |
| Totale Philadelphia Union | Totale Philadelphia Union | Totale Philadelphia Union | 9          | -13        |                 | 0               | 0               |                    | -                  | -                  |             | -           | -           | 9      | -13    |
| 2015-2016                 | Antalyaspor               | SL                        | 12         | -17        | TK              | 7               | -7              | -                  | -                  | -                  | -           | -           | -           | 19     | -24    |
| 2016-gen. 2017            | Antalyaspor               | SL                        | 0          | 0          | TK              | 0               | 0               | -                  | -                  | -                  | -           | -           | -           | 0      | 0      |
| Totale Antalyaspor        | Totale Antalyaspor        | Totale Antalyaspor        | 12         | -17        |                 | 7               | -7              |                    | -                  | -                  |             | -           | -           | 19     | -24    |
| gen.-giu. 2017            | Rennes                    | L1                        | 0          | 0          | CF+CdL          | 0               | 0               | -                  | -                  | -                  | -           | -           | -           | 0      | 0      |
| nov. 2017                 | Rennes                    | L1                        | 1          | -3         | CF+CdL          | 0               | 0               | -                  | -                  | -                  | -           | -           | -           | 1      | -3     |
| Totale Rennes             | Totale Rennes             | Totale Rennes             | 1          | -3         |                 | 0               | 0               |                    | -                  | -                  |             | -           | -           | 1      | -3     |
| gen.-giu. 2018            | Al-Ettifaq                | SPL                       | 9          | -11        | KCC             | -               | -               | -                  | -                  | -                  | -           | -           | -           | 9      | -11    |
| 2018-2019                 | Al-Ettifaq                | SPL                       | 22         | -35        | KCC             | 1               | -1              | -                  | -                  | -                  | -           | -           | -           | 21     | 3      |
| 2019-2020                 | Al-Ettifaq                | SPL                       | 28         | -37        | KCC             | 3               | -3              | -                  | -                  | -                  | -           | -           | -           | 31     | -40    |
| 2020-2021                 | Al-Ettifaq                | SPL                       | 18         | -26        | KCC             | 1               | 0               | -                  | -                  | -                  | -           | -           | -           | 19     | -26    |
| 2021-2022                 | Al-Ettifaq                | SPL                       | 5          | -10        | KCC             | 0               | 0               | -                  | -                  | -                  | -           | -           | -           | 5      | -10    |
| Totale Al-Ettifaq         | Totale Al-Ettifaq         | Totale Al-Ettifaq         | 82         | -119       |                 | 5               | -4              |                    | -                  | -                  |             | -           | -           | 87     | -123   |
| Totale carriera           | Totale carriera           | Totale carriera           | 188        | -229       |                 | 16              | -15             |                    | 8                  | -13                |             | -           | -           | 212    | -257   |

### Cronologia presenze e reti in nazionale
| Cronologia completa delle presenze e delle reti in nazionale ― Algeria | Cronologia completa delle presenze e delle reti in nazionale ― Algeria | Cronologia completa delle presenze e delle reti in nazionale ― Algeria | Cronologia completa delle presenze e delle reti in nazionale ― Algeria | Cronologia completa delle presenze e delle reti in nazionale ― Algeria | Cronologia completa delle presenze e delle reti in nazionale ― Algeria | Cronologia completa delle presenze e delle reti in nazionale ― Algeria | Cronologia completa delle presenze e delle reti in nazionale ― Algeria |
| Data                                                                   | Città                                                                  | In casa                                                                | Risultato                                                              | Ospiti                                                                 | Competizione                                                           | Reti                                                                   | Note                                                                   |
| ---------------------------------------------------------------------- | ---------------------------------------------------------------------- | ---------------------------------------------------------------------- | ---------------------------------------------------------------------- | ---------------------------------------------------------------------- | ---------------------------------------------------------------------- | ---------------------------------------------------------------------- | ---------------------------------------------------------------------- |
| 28-5-2010                                                              | Dublino                                                                | Irlanda                                                                | 3 – 0                                                                  | Algeria                                                                | Amichevole                                                             | -1                                                                     | 67’                                                                    |
| 18-6-2010                                                              | Città del Capo                                                         | Inghilterra                                                            | 0 – 0                                                                  | Algeria                                                                | Mondiali 2010 - 1º turno                                               | -                                                                      |                                                                        |
| 23-6-2010                                                              | Pretoria                                                               | Stati Uniti                                                            | 1 – 0                                                                  | Algeria                                                                | Mondiali 2010 - 1º turno                                               | -1                                                                     |                                                                        |
| 11-8-2010                                                              | Algeri                                                                 | Algeria                                                                | 1 – 2                                                                  | Gabon                                                                  | Amichevole                                                             | -2                                                                     |                                                                        |
| 3-9-2010                                                               | Blida                                                                  | Algeria                                                                | 1 – 1                                                                  | Tanzania                                                               | Qual. Coppa d'Africa 2012                                              | -1                                                                     |                                                                        |
| 10-10-2010                                                             | Bangui                                                                 | Rep. Centrafricana                                                     | 2 – 0                                                                  | Algeria                                                                | Qual. Coppa d'Africa 2012                                              | -2                                                                     |                                                                        |
| 17-11-2010                                                             | Lussemburgo                                                            | Lussemburgo                                                            | 0 – 0                                                                  | Algeria                                                                | Amichevole                                                             | -                                                                      | 87’                                                                    |
| 27-3-2011                                                              | Annaba                                                                 | Algeria                                                                | 1 – 0                                                                  | Marocco                                                                | Qual. Coppa d'Africa 2012                                              | -                                                                      |                                                                        |
| 4-6-2011                                                               | Marrakech                                                              | Marocco                                                                | 4 – 0                                                                  | Algeria                                                                | Qual. Coppa d'Africa 2012                                              | -4                                                                     |                                                                        |
| 3-9-2011                                                               | Dar es Salaam                                                          | Tanzania                                                               | 1 – 1                                                                  | Algeria                                                                | Qual. Coppa d'Africa 2012                                              | -1                                                                     |                                                                        |
| 9-10-2011                                                              | Blida                                                                  | Algeria                                                                | 2 – 0                                                                  | Rep. Centrafricana                                                     | Qual. Coppa d'Africa 2012                                              | -                                                                      |                                                                        |
| 29-2-2012                                                              | Bakau                                                                  | Gambia                                                                 | 1 – 2                                                                  | Algeria                                                                | Qual. Coppa d'Africa 2012                                              | -1                                                                     |                                                                        |
| 2-6-2012                                                               | Blida                                                                  | Algeria                                                                | 4 – 0                                                                  | Ruanda                                                                 | Qual. Mondiali 2014                                                    | -                                                                      |                                                                        |
| 10-6-2012                                                              | Ouagadougou                                                            | Mali                                                                   | 2 – 1                                                                  | Algeria                                                                | Qual. Mondiali 2014                                                    | -2                                                                     |                                                                        |
| 15-6-2012                                                              | Blida                                                                  | Algeria                                                                | 4 – 1                                                                  | Gambia                                                                 | Qual. Coppa d'Africa 2013                                              | -1                                                                     |                                                                        |
| 9-9-2012                                                               | Casablanca                                                             | Libia                                                                  | 0 – 1                                                                  | Algeria                                                                | Qual. Coppa d'Africa 2013                                              | -                                                                      |                                                                        |
| 14-10-2012                                                             | Blida                                                                  | Algeria                                                                | 2 – 0                                                                  | Libia                                                                  | Qual. Coppa d'Africa 2013                                              | -                                                                      |                                                                        |
| 12-1-2013                                                              | Johannesburg                                                           | Sudafrica                                                              | 0 – 0                                                                  | Algeria                                                                | Amichevole                                                             | -                                                                      | 81’                                                                    |
| 22-1-2013                                                              | Rustenburg                                                             | Tunisia                                                                | 1 – 0                                                                  | Algeria                                                                | Coppa d'Africa 2013 - 1º turno                                         | -1                                                                     |                                                                        |
| 26-1-2013                                                              | Rustenburg                                                             | Algeria                                                                | 0 – 2                                                                  | Togo                                                                   | Coppa d'Africa 2013 - 1º turno                                         | -1                                                                     |                                                                        |
| 30-1-2013                                                              | Rustenburg                                                             | Algeria                                                                | 2 – 2                                                                  | Costa d'Avorio                                                         | Coppa d'Africa 2013 - 1º turno                                         | -2                                                                     | 62’                                                                    |
| 26-3-2013                                                              | Blida                                                                  | Algeria                                                                | 3 – 1                                                                  | Benin                                                                  | Qual. Mondiali 2014                                                    | -1                                                                     |                                                                        |
| 2-6-2013                                                               | Blida                                                                  | Algeria                                                                | 2 – 0                                                                  | Burkina Faso                                                           | Amichevole                                                             | -                                                                      | 46’                                                                    |
| 9-6-2013                                                               | Porto-Novo                                                             | Benin                                                                  | 1 – 3                                                                  | Algeria                                                                | Qual. Mondiali 2014                                                    | -1                                                                     |                                                                        |
| 16-6-2013                                                              | Kigali                                                                 | Ruanda                                                                 | 0 – 1                                                                  | Algeria                                                                | Qual. Mondiali 2014                                                    | -                                                                      |                                                                        |
| 10-9-2013                                                              | Blida                                                                  | Algeria                                                                | 1 – 0                                                                  | Mali                                                                   | Qual. Mondiali 2014                                                    | -                                                                      |                                                                        |
| 12-10-2013                                                             | Ouagadougou                                                            | Burkina Faso                                                           | 3 – 2                                                                  | Algeria                                                                | Qual. Mondiali 2014                                                    | -3                                                                     |                                                                        |
| 4-6-2014                                                               | Lancy                                                                  | Algeria                                                                | 2 – 1                                                                  | Romania                                                                | Amichevole                                                             | -1                                                                     |                                                                        |
| 17-6-2014                                                              | Belo Horizonte                                                         | Belgio                                                                 | 2 – 1                                                                  | Algeria                                                                | Mondiali 2014 - 1º turno                                               | -2                                                                     |                                                                        |
| 22-6-2014                                                              | Porto Alegre                                                           | Corea del Sud                                                          | 2 – 4                                                                  | Algeria                                                                | Mondiali 2014 - 1º turno                                               | -2                                                                     |                                                                        |
| 26-6-2014                                                              | Curitiba                                                               | Algeria                                                                | 1 – 1                                                                  | Russia                                                                 | Mondiali 2014 - 1º turno                                               | -1                                                                     |                                                                        |
| 30-6-2014                                                              | Porto Alegre                                                           | Germania                                                               | 2 – 1 dts                                                              | Algeria                                                                | Mondiali 2014 - Ottavi di finale                                       | -2                                                                     |                                                                        |
| 6-9-2014                                                               | Addis Abeba                                                            | Etiopia                                                                | 1 – 2                                                                  | Algeria                                                                | Qual. Coppa d'Africa 2015                                              | -1                                                                     |                                                                        |
| 10-9-2014                                                              | Blida                                                                  | Algeria                                                                | 1 – 0                                                                  | Mali                                                                   | Qual. Coppa d'Africa 2015                                              | -                                                                      |                                                                        |
| 11-10-2014                                                             | Blantyre                                                               | Malawi                                                                 | 0 – 2                                                                  | Algeria                                                                | Qual. Coppa d'Africa 2015                                              | -                                                                      |                                                                        |
| 15-10-2014                                                             | Blida                                                                  | Algeria                                                                | 3 – 0                                                                  | Malawi                                                                 | Qual. Coppa d'Africa 2015                                              | -                                                                      |                                                                        |
| 11-1-2015                                                              | Radès                                                                  | Tunisia                                                                | 1 – 1                                                                  | Algeria                                                                | Amichevole                                                             | -1                                                                     |                                                                        |
| 19-1-2015                                                              | Mongomo                                                                | Algeria                                                                | 3 – 1                                                                  | Sudafrica                                                              | Coppa d'Africa 2015 - 1º turno                                         | -1                                                                     |                                                                        |
| 23-1-2015                                                              | Mongomo                                                                | Ghana                                                                  | 1 – 0                                                                  | Algeria                                                                | Coppa d'Africa 2015 - 1º turno                                         | -                                                                      |                                                                        |
| 27-1-2015                                                              | Malabo                                                                 | Senegal                                                                | 0 – 2                                                                  | Algeria                                                                | Coppa d'Africa 2015 - 1º turno                                         | -                                                                      | 78’                                                                    |
| 1-2-2015                                                               | Malabo                                                                 | Costa d'Avorio                                                         | 3 – 1                                                                  | Algeria                                                                | Coppa d'Africa 2015 - Quarti di finale                                 | -3                                                                     |                                                                        |
| 14-11-2015                                                             | Dar es Salaam                                                          | Tanzania                                                               | 2 – 2                                                                  | Algeria                                                                | Qual. Mondiali 2018                                                    | -2                                                                     |                                                                        |
| 17-11-2015                                                             | Blida                                                                  | Algeria                                                                | 7 – 0                                                                  | Tanzania                                                               | Qual. Mondiali 2018                                                    | -                                                                      |                                                                        |
| 25-3-2016                                                              | Blida                                                                  | Algeria                                                                | 7 – 1                                                                  | Etiopia                                                                | Qual. Coppa d'Africa 2017                                              | -1                                                                     |                                                                        |
| 29-3-2016                                                              | Addis Abeba                                                            | Etiopia                                                                | 3 – 3                                                                  | Algeria                                                                | Qual. Coppa d'Africa 2017                                              | -3                                                                     |                                                                        |
| 2-6-2016                                                               | Victoria                                                               | Seychelles                                                             | 0 – 2                                                                  | Algeria                                                                | Qual. Coppa d'Africa 2017                                              | -                                                                      |                                                                        |
| 4-9-2016                                                               | Blida                                                                  | Algeria                                                                | 6 – 0                                                                  | Lesotho                                                                | Qual. Coppa d'Africa 2017                                              | -                                                                      |                                                                        |
| 9-10-2016                                                              | Blida                                                                  | Algeria                                                                | 1 – 1                                                                  | Camerun                                                                | Qual. Mondiali 2018                                                    | -1                                                                     |                                                                        |
| 12-11-2016                                                             | Uyo                                                                    | Nigeria                                                                | 3 – 1                                                                  | Algeria                                                                | Qual. Mondiali 2018                                                    | -3                                                                     |                                                                        |
| 15-1-2017                                                              | Franceville                                                            | Algeria                                                                | 2 – 2                                                                  | Zimbabwe                                                               | Coppa d'Africa 2017 - 1º turno                                         | -2                                                                     |                                                                        |
| 6-6-2017                                                               | Blida                                                                  | Algeria                                                                | 2 – 1                                                                  | Guinea                                                                 | Amichevole                                                             | -1                                                                     | Cap.                                                                   |
| 11-6-2017                                                              | Blida                                                                  | Algeria                                                                | 1 – 0                                                                  | Togo                                                                   | Qual. Coppa d'Africa 2019                                              | -                                                                      | Cap.                                                                   |
| 2-9-2017                                                               | Lusaka                                                                 | Zambia                                                                 | 3 – 1                                                                  | Algeria                                                                | Qual. Mondiali 2018                                                    | -3                                                                     | Cap. 71’                                                               |
| 5-9-2017                                                               | Costantina                                                             | Algeria                                                                | 0 – 1                                                                  | Zambia                                                                 | Qual. Mondiali 2018                                                    | -                                                                      | Cap. 24’                                                               |
| 7-10-2017                                                              | Yaoundé                                                                | Camerun                                                                | 2 – 0                                                                  | Algeria                                                                | Qual. Mondiali 2018                                                    | -2                                                                     | Cap.                                                                   |
| 8-9-2018                                                               | Bakau                                                                  | Gambia                                                                 | 1 – 1                                                                  | Algeria                                                                | Qual. Coppa d'Africa 2019                                              | -1                                                                     |                                                                        |
| 12-10-2018                                                             | Blida                                                                  | Algeria                                                                | 2 – 0                                                                  | Benin                                                                  | Qual. Coppa d'Africa 2019                                              | -                                                                      |                                                                        |
| 16-10-2018                                                             | Cotonou                                                                | Benin                                                                  | 1 – 0                                                                  | Algeria                                                                | Qual. Coppa d'Africa 2019                                              | -1                                                                     |                                                                        |
| 17-11-2018                                                             | Lomé                                                                   | Togo                                                                   | 1 – 4                                                                  | Algeria                                                                | Qual. Coppa d'Africa 2019                                              | -1                                                                     |                                                                        |
| 11-6-2019                                                              | Doha                                                                   | Algeria                                                                | 1 – 1                                                                  | Burundi                                                                | Amichevole                                                             | -1                                                                     | 75’ (aut.)                                                             |
| 16-6-2019                                                              | Doha                                                                   | Algeria                                                                | 3 – 2                                                                  | Mali                                                                   | Amichevole                                                             | -2                                                                     |                                                                        |
| 23-6-2019                                                              | Il Cairo                                                               | Algeria                                                                | 2 – 0                                                                  | Kenya                                                                  | Coppa d'Africa 2019 - 1º turno                                         | -                                                                      |                                                                        |
| 27-6-2019                                                              | Il Cairo                                                               | Senegal                                                                | 0 – 1                                                                  | Algeria                                                                | Coppa d'Africa 2019 - 1º turno                                         | -                                                                      |                                                                        |
| 1-7-2019                                                               | Il Cairo                                                               | Tanzania                                                               | 0 – 3                                                                  | Algeria                                                                | Coppa d'Africa 2019 - 1º turno                                         | -                                                                      | Cap.                                                                   |
| 7-7-2019                                                               | Il Cairo                                                               | Algeria                                                                | 3 – 0                                                                  | Guinea                                                                 | Coppa d'Africa 2019 - Ottavi di finale                                 | -                                                                      |                                                                        |
| 11-7-2019                                                              | Suez                                                                   | Costa d'Avorio                                                         | 1 – 1 dts (3 – 4 dtr)                                                  | Algeria                                                                | Coppa d'Africa 2019 - Quarti di finale                                 | -1                                                                     |                                                                        |
| 14-7-2019                                                              | Il Cairo                                                               | Algeria                                                                | 2 – 1                                                                  | Nigeria                                                                | Coppa d'Africa 2019 - Semifinale                                       | -1                                                                     |                                                                        |
| 19-7-2019                                                              | Il Cairo                                                               | Senegal                                                                | 0 – 1                                                                  | Algeria                                                                | Coppa d'Africa 2019 - Finale                                           | -                                                                      |                                                                        |
| 9-9-2019                                                               | Blida                                                                  | Algeria                                                                | 1 – 0                                                                  | Benin                                                                  | Amichevole                                                             | -                                                                      |                                                                        |
| 15-10-2019                                                             | Lilla                                                                  | Algeria                                                                | 3 – 0                                                                  | Colombia                                                               | Amichevole                                                             | -                                                                      |                                                                        |
| 14-11-2019                                                             | Blida                                                                  | Algeria                                                                | 5 – 0                                                                  | Zambia                                                                 | Qual. Coppa d'Africa 2021                                              | -                                                                      |                                                                        |
| 18-11-2019                                                             | Gaborone                                                               | Botswana                                                               | 0 – 1                                                                  | Algeria                                                                | Qual. Coppa d'Africa 2021                                              | -                                                                      |                                                                        |
| 13-10-2020                                                             | L'Aia                                                                  | Algeria                                                                | 2 – 2                                                                  | Messico                                                                | Amichevole                                                             | -2                                                                     |                                                                        |
| 12-11-2020                                                             | Algeri                                                                 | Algeria                                                                | 3 – 1                                                                  | Zimbabwe                                                               | Qual. Coppa d'Africa 2021                                              | -1                                                                     |                                                                        |
| 16-11-2020                                                             | Harare                                                                 | Zimbabwe                                                               | 2 – 2                                                                  | Algeria                                                                | Qual. Coppa d'Africa 2021                                              | -2                                                                     |                                                                        |
| 25-3-2021                                                              | Lusaka                                                                 | Zambia                                                                 | 3 – 3                                                                  | Algeria                                                                | Qual. Coppa d'Africa 2021                                              | -3                                                                     |                                                                        |
| 6-6-2021                                                               | Blida                                                                  | Algeria                                                                | 1 – 0                                                                  | Mali                                                                   | Amichevole                                                             | -                                                                      |                                                                        |
| 11-6-2021                                                              | Radès                                                                  | Tunisia                                                                | 0 – 2                                                                  | Algeria                                                                | Amichevole                                                             | -                                                                      | 45+3’                                                                  |
| 2-9-2021                                                               | Blida                                                                  | Algeria                                                                | 8 – 0                                                                  | Gibuti                                                                 | Qual. Mondiali 2022                                                    | -                                                                      |                                                                        |
| 7-9-2021                                                               | Marrakech                                                              | Burkina Faso                                                           | 1 – 1                                                                  | Algeria                                                                | Qual. Mondiali 2022                                                    | -1                                                                     |                                                                        |
| 8-10-2021                                                              | Blida                                                                  | Algeria                                                                | 6 – 1                                                                  | Niger                                                                  | Qual. Mondiali 2022                                                    | -1                                                                     |                                                                        |
| 12-10-2021                                                             | Niamey                                                                 | Niger                                                                  | 0 – 4                                                                  | Algeria                                                                | Qual. Mondiali 2022                                                    | -                                                                      |                                                                        |
| 16-11-2021                                                             | Blida                                                                  | Algeria                                                                | 2 – 2                                                                  | Burkina Faso                                                           | Qual. Mondiali 2022                                                    | -2                                                                     |                                                                        |
| 30-11-2021                                                             | Ar Rayyan                                                              | Algeria                                                                | 4 – 0                                                                  | Sudan                                                                  | Coppa araba FIFA 2021 - 1º turno                                       | -                                                                      | cap.                                                                   |
| 7-12-2021                                                              | Al Wakrah                                                              | Algeria                                                                | 1 – 1                                                                  | Egitto                                                                 | Coppa araba FIFA 2021 - 1º turno                                       | -1                                                                     | cap.                                                                   |
| 12-12-2021                                                             | Doha                                                                   | Marocco                                                                | 2 – 2 dts (5 – 7 dtr)                                                  | Algeria                                                                | Coppa araba FIFA 2021 - Quarti di finale                               | -2                                                                     | cap.                                                                   |
| 15-12-2021                                                             | Doha                                                                   | Qatar                                                                  | 1 – 2                                                                  | Algeria                                                                | Coppa araba FIFA 2021 - Semifinale                                     | -1                                                                     | cap.                                                                   |
| 18-12-2021                                                             | Al Khawr                                                               | Tunisia                                                                | 0 – 2 dts                                                              | Algeria                                                                | Coppa araba FIFA 2021 - Finale                                         | -                                                                      | cap.                                                                   |
| 5-1-2022                                                               | Ar Rayyan                                                              | Algeria                                                                | 3 – 0                                                                  | Ghana                                                                  | Amichevole                                                             | -                                                                      |                                                                        |
| 11-1-2022                                                              | Douala                                                                 | Algeria                                                                | 0 – 0                                                                  | Sierra Leone                                                           | Coppa d'Africa 2021 - 1º turno                                         | -                                                                      |                                                                        |
| 16-1-2022                                                              | Douala                                                                 | Algeria                                                                | 0 – 1                                                                  | Guinea Equatoriale                                                     | Coppa d'Africa 2021 - 1º turno                                         | -1                                                                     |                                                                        |
| 20-1-2022                                                              | Douala                                                                 | Costa d'Avorio                                                         | 3 – 1                                                                  | Algeria                                                                | Coppa d'Africa 2021 - 1º turno                                         | -3                                                                     |                                                                        |
| 25-3-2022                                                              | Douala                                                                 | Camerun                                                                | 0 – 1                                                                  | Algeria                                                                | Qual. Mondiali 2022                                                    | -                                                                      |                                                                        |
| 29-3-2022                                                              | Blida                                                                  | Algeria                                                                | 1 – 2 dts                                                              | Camerun                                                                | Qual. Mondiali 2022                                                    | -2                                                                     |                                                                        |
| 8-6-2022                                                               | Dar es Salaam                                                          | Tanzania                                                               | 0 – 2                                                                  | Algeria                                                                | Qual. Coppa d'Africa 2023                                              | -                                                                      |                                                                        |
| 19-11-2022                                                             | Malmö                                                                  | Svezia                                                                 | 2 – 0                                                                  | Algeria                                                                | Amichevole                                                             | -2                                                                     |                                                                        |
| Totale                                                                 |                                                                        | Presenze (5º posto)                                                    | 96                                                                     |                                                                        | Reti                                                                   | -89                                                                    |                                                                        |

## Palmarès

### Club
- Supercoppa di Bulgaria: 1

CSKA Sofia: 2011

### Nazionale
- Coppa d'Africa: 1

Egitto 2019
- Coppa araba FIFA: 1

Qatar 2021

### Individuale
- Miglior portiere della Coppa d'Africa: 1

Egitto 2019